# ماهر ميمون
ماهر يوسف ميمون مخترع ومهندس أردني حاصل على جائزة عالمية كـ«أفضل مخترع للعام 2017» من جمعية مهندسي الطاقة العالمية، حيث تم تكريمه على هامش انعقاد فعاليات كونجرس الطاقة العالمي التي تنظمه الجمعية في مدينة اتلانتا في ولاية جورجيا الأمريكية.

## الاختراع
يعود له الفضل في اختراع وتطوير نظام يضاف على سطح الألواح الشمسية والذي يعمل على تنظيف وازالة الغبار كليا دون الحاجة إلى الماء، ويعمل بشكل تلقائي اوتوماتيكي كلما تجمع الغبار على سطح الالواح الشمسية لتنظيفها وزيادة كفاءتها مما يقلل من الاعتماد على الأيدي العاملة للقيام بهذا العمل ويؤدي إلى التوفير في استخدام الماء.

## العمل
يعمل ماهر ميمون حاليا كمستشار للطاقة مع مجموعة عزت مرجي في الأردن، وهو حاصل على درجة البكالوريوس في هندسة الميكاترونيكس من الجامعة الأردنية والماجستير في هندسة الطاقة من جامعه الينوي في شيكاغو.